# Karl Jacobs
Pour les articles homonymes, voir Karl et Jacobs.
Karl Thomas Jacobs,, né le 19 juillet 1998, anciennement connu sous le pseudonyme GamerBoyKarl, est un streamer Twitch, YouTuber, écrivain et producteur américain. Il s'est fait connaître en tant que membre de l'équipe de MrBeast, avant de créer sa propre chaîne YouTube, dont les vidéos sont principalement axées sur le jeu vidéo Minecraft.

## Carrière sur Internet

### Débuts sur Twitch et YouTube
Karl Jacobs a commencé sa carrière de streamer sur Twitch en 2017, jouant à Roblox sous le pseudonyme GamerBoyKarl,. En 2019, il est embauché comme monteur vidéo pour le YouTubeur Mrbeast. Par la suite, Karl Jacobs devient caméraman pour le frère de MrBro, le célèbre YouTubeur MrBeast, avant d'intégrer l'équipe d'acteurs apparaissant à l'écran dans les vidéos de ce dernier,,. Lors du tournage d'une vidéo pour la chaîne MrBeast Gaming, Karl Jacobs fait la connaissance du YouTubeur Minecraft Dream, qui l'invite par la suite à rejoindre son serveur, le Dream SMP,,.

### Tales from the SMP
Tales from the SMP est une série anthologique en ligne créée par Karl Jacobs, qui explore l'histoire des personnages du Dream SMP en suivant le personnage de Karl Jacobs, un voyageur temporel, à travers diverses époques et lieux du serveur,. La série a présenté des personnalités d'internet telles que Lil Nas X, Dream et Corpse Husband. Le pilote de la deuxième saison, intitulé The Maze est diffusé le 11 février 2022.
En Août 2022, Karl Jacobs annonce que les histoires de sa série Tales from the SMP seraient adaptées en une série de bandes dessinées intitulée Time Traveler Tales pour Dark Horse Comics. Les bandes dessinées seront écrites par Dave Scheidt et illustrées par Kelly et Nichole Matthews,,.

### Banter
En septembre 2021, Karl Jacobs lance un podcast intitulé "Banter" avec Sapnap, un autre YouTubeur spécialisé dans Minecraft. Après la diffusion du premier épisode, qui accueillait MrBeast comme invité, "Banter" dépasse brièvement "The Joe Rogan Experience" en tant que podcast le plus écouté sur Spotify,. Le 6 août 2022, GeorgeNotFound fait ses débuts publics en tant que troisième animateur du podcast,.

### Autres projets
En mars 2022, Karl Jacobs est nommé ambassadeur de la création chez Journeys, un détaillant de chaussures. Le 9 novembre de la même année, le jeu vidéo Once Upon a Jester est lancé sur la plateforme Steam, dans lequel Karl Jacobs prête sa voix à plusieurs personnages. Le 14 novembre, Karl Jacobs publie son premier court métrage d’animation écrit et produit par lui-même intitulé"Beside Myself. Pour ce projet, Karl Jacobs occupe les rôles de scénariste et de producteur, tandis qu'Elenor Kopka assure l'animation et la réalisation, et Richie Woods compose la musique.

## Récompenses et nominations
| Année | Cérémonie                | Catégorie                      | Résultat   | Ref.   |
| ----- | ------------------------ | ------------------------------ | ---------- | ------ |
| 2021  | 11th Streamy Awards (en) | Breakout Creator               | Nomination | [ 20 ] |
| 2022  | The Game Awards 2022     | Créateur de contenu de l’année | Nomination | [ 21 ] |
| 2024  | Forbes 30 Under 30       | Jeux                           | Lauréat    | [ 22 ] |

## Liens
- Chaine YouTube de Karl Jacobs
- « Karl Jacobs » (présentation), sur l'Internet Movie Database